# Hedycarya
Hedycarya is een geslacht uit de familie Monimiaceae. De soorten uit het geslacht komen voor in Oost- en Zuidoost-Australië en van in Nieuw-Zeeland tot in het zuidwesten van het Pacifisch gebied.

## Soorten
- Hedycarya alternifolia Hemsl.
- Hedycarya angustifolia A.Cunn.
- Hedycarya aragoensis Jérémie
- Hedycarya arborea J.R.Forst. & G.Forst.
- Hedycarya baudouinii Baill.
- Hedycarya chrysophylla Perkins
- Hedycarya cupulata Baill.
- Hedycarya denticulata Perkins & Gilg
- Hedycarya dorstenioides A.Gray
- Hedycarya engleriana S.Moore
- Hedycarya erythrocarpa Perkins
- Hedycarya loxocarya (Benth.) W.D.Francis
- Hedycarya neoebudica Guillaumin
- Hedycarya parvifolia Perkins & Schltr.
- Hedycarya perbracteolata Jérémie
- Hedycarya rivularis Guillaumin
- Hedycarya symplocoides S.Moore